# BBC-Auswahl der 20 besten Romane von 2000 bis 2014
Die BBC-Auswahl der 20 besten Romane zwischen 2000 und 2014 wurde im Januar 2015 veröffentlicht. Dutzende von Literaturkritikern waren im Vorfeld gebeten worden, die besten Romane zu nennen, die seit dem 1. Januar 2000 auf Englisch publiziert worden waren. Ziel war es, die Romane zu ermitteln, welche die beste Chance hätten, zu Klassikern der Literatur des 21. Jahrhunderts zu werden.
Die Kritiker nannten insgesamt 156 verschiedene Werke. Die häufigsten Nennungen erhielt der mehrfach mit Literaturpreisen ausgezeichnete Roman Das kurze wundersame Leben des Oscar Wao von Junot Díaz. Mit Austerlitz von W. G. Sebald ist auch ein Werk eines deutschen Autors unter den Nennungen. Daneben sind Übersetzungen des Chilenen Roberto Bolaño und der Italienerin Elena Ferrante aufgelistet. Die Nigerianerin Chimamanda Ngozi Adichie und die Britin Zadie Smith sind mit je zwei Romanen vertreten. Mit insgesamt 10 Werken dominieren US-amerikanische Autoren die Liste, die britische Zeitung The Guardian verwies allerdings auch darauf, dass die Umfrage überwiegend unter US-amerikanischen Literaturkritikern stattfand. Abgesehen von zwei Romanen, nämlich Elena Ferrantes L’amica geniale und Zadie Smiths London NW, sind Romane ausgewählt, die zuvor zum Teil wiederholt mit angesehenen Literaturpreisen ausgezeichnet worden waren.
In einer kurzen Kritik der ausgewählten Romane hielt The Guardian fest, dass einige der in den Literaturkritiken der letzten Jahre am meisten gefeierten Werke auf dieser Liste fehlten. The Guardian nannte exemplarisch als Beispiel für solche fehlenden Werke Jonathan Franzens Roman Freiheit und Donna Tartts Roman Der Distelfink.

## Liste der häufigsten Nennungen
| Platz | Originaltitel                                                 | Deutscher Titel                                   | Autor                    | Erscheinungsjahr | Auszeichnungen und Anmerkungen                                                                          |
| ----- | ------------------------------------------------------------- | ------------------------------------------------- | ------------------------ | ---------------- | --- |
| 1     | The Brief Wondrous Life of Oscar Wao                          | Das kurze wundersame Leben des Oscar Wao          | Junot Díaz               | 2007             | Pulitzer-Preis National Book Critics Circle Award Dayton Literary Peace Prize Anisfield-Wolf Book Award |
| 2     | The Known World                                               | Die bekannte Welt                                 | Edward P. Jones          | 2003             | Pulitzer-Preis                                                                                          |
| 3     | Wolf Hall                                                     | Wölfe                                             | Hilary Mantel            | 2009             | Booker Prize Walter Scott Prize National Book Critics Circle Award                                      |
| 4     | Gilead                                                        | Gilead                                            | Marilynne Robinson       | 2004             | Pulitzer-Preis National Book Critics Circle Award                                                       |
| 5     | The Corrections                                               | Die Korrekturen                                   | Jonathan Franzen         | 2001             | National Book Award                                                                                     |
| 6     | The Amazing Adventures of Kavalier & Clay                     | Die unglaublichen Abenteuer von Kavalier und Clay | Michael Chabon           | 2000             | Pulitzer-Preis                                                                                          |
| 7     | A Visit from the Goon Squad                                   | Der größere Teil der Welt                         | Jennifer Egan            | 2010             | Pulitzer-Preis Los Angeles Times Book Prize National Book Critics Circle Award                          |
| 8     | Billy Lynn’s Long Halftime Walk                               | Die irre Heldentour des Billy Lynn                | Ben Fountain             | 2012             | National Book Critics Circle Award Los Angeles Times Book Prize                                         |
| 9     | Atonement                                                     | Abbitte                                           | Ian McEwan               | 2001             | National Book Critics’ Circle Fiction Award Deutscher Bücherpreis Los Angeles Times Book Prize          |
| 10    | Half of a Yellow Sun                                          | Die Hälfte der Sonne                              | Chimamanda Ngozi Adichie | 2006             | Orange Prize for Fiction Anisfield-Wolf Book Award                                                      |
| 11    | White Teeth                                                   | Zähne zeigen                                      | Zadie Smith              | 2000             | Guardian First Book Award James Tait Black Memorial Prize Whitbread First Novel Award                   |
| 12    | Middlesex                                                     | Middlesex                                         | Jeffrey Eugenides        | 2002             | Pulitzer-Preis                                                                                          |
| 13    | Americanah                                                    | Americanah                                        | Chimamanda Ngozi Adichie | 2013             | National Books Critics Circle Award                                                                     |
| 14    | Austerlitz                                                    | Austerlitz                                        | W. G. Sebald             | 2001             | National Books Critics Circle Award Independent Foreign Fiction Prize                                   |
| 15    | L’amica geniale (engl. Übersetzung My brilliant friend, 2012) | Meine geniale Freundin                            | Elena Ferrante           | 2011             | |
| 16    | The Line of Beauty                                            | Die Schönheitslinie                               | Alan Hollinghurst        | 2004             | Booker Prize                                                                                            |
| 17    | The Road                                                      | Die Straße                                        | Cormac McCarthy          | 2006             | Pulitzer-Preis                                                                                          |
| 18    | NW                                                            | London NW                                         | Zadie Smith              | 2012             | |
| 19    | 2666                                                          | 2666                                              | Roberto Bolaño           | 2004             | National Book Critics Circle Award 2009 erschien die englische und deutsche Übersetzung                 |
| 20    | The Great Fire                                                | Das Große Feuer                                   | Shirley Hazzard          | 2004             | National Book Award                                                                                     |